# Microsphaeroniscus pallidus
Microsphaeroniscus pallidus là một loài chân đều trong họ Scleropactidae. Loài này được Lemos de Castro miêu tả khoa học năm 1985.